# Acridocarpus plagiopterus
Acridocarpus plagiopterus là một loài thực vật có hoa trong họ Malpighiaceae. Loài này được Guill. & Perr. mô tả khoa học đầu tiên năm 1831.